# Fleur de Mai (bateau)
Pour les articles homonymes, voir Fleur de Mai.
Le Fleur de Mai est une gabare vraquier construite en 1950 au chantier de Léo Jacq de L'Hôpital-Camfrout pour l'armement François Arzel. 
Son port d'attache actuel est Saint-Malo et le bateau est désormais un voilier de plaisance.
Le Fleur de Mai fait l’objet d’un classement au titre objet des monuments historiques depuis le 28 octobre 1991.

## Histoire
Le Fleur de Mai a servi essentiellement au transport du sable sur la côte bretonne du Nord et en rade de Brest.
Il a cessé son activité sablière en 1983 pour faire route sur Dunkerque où il séjourna plusieurs années avant de rejoindre Saint-Malo. Il y est désormais basé dans le bassin Duguay-Trouin et appartient à un particulier.
Entièrement rénové, le bateau peut accueillir 22 passagers à la journée et 14 en croisières. Avec l'aide de l'association Sensations Littoral il propose des sorties à la découverte de la vallée de la Rance, de la baie de Saint-Malo, de l'archipel des Ébihens et de l'archipel de Chausey.
Il est une des dernières gabares du type « gabare de Lampaul ».